# Saint-Guillaume
Saint-Guillaume ist eine französische Gemeinde mit 239 Einwohnern (Stand: 1. Januar 2022) im Département Isère in der Region Auvergne-Rhône-Alpes (vor 2016 Rhône-Alpes). Sie gehört zum Arrondissement Grenoble und zum Kanton Matheysine-Trièves. Die Einwohner werden Guillaumous genannt.

## Geographie
Die Gemeinde Saint-Guillaume liegt etwa 28 Kilometer südsüdwestlich von Grenoble auf einer Hochebene im Vercors-Massiv im Regionalen Naturpark Vercors. Der Fluss Gresse begrenzt die Gemeinde im Norden und im Westen. Umgeben wird Saint-Guillaume von den Nachbargemeinden Miribel-Lanchâtre im Norden und Nordosten, Saint-Paul-lès-Monestier im Osten und Südosten, Gresse-en-Vercors im Süden und Südwesten sowie Saint-Andéol im Westen. Der höchste Punkt im Gemeindegebiet von Saint-Guillaume ist der felsige Gipfel der 1734 m hohen Montagne de la Pale.

## Bevölkerungsentwicklung
| Jahr                       | 1962 | 1968 | 1975 | 1982 | 1990 | 1999 | 2010 | 2021 |
| -------------------------- | ---- | ---- | ---- | ---- | ---- | ---- | ---- | ---- |
| Einwohner                  | 185  | 144  | 132  | 160  | 235  | 270  | 282  | 241  |
| Quellen: Cassini und INSEE |      |      |      |      |      |      |      |      |

## Sehenswürdigkeiten
- Kirche Saint-Blaise
- Burgruine Touchane